# Vlag van Tzummarum

Vlag van Tzummarum

De vlag van Tzummarum is de dorpsvlag van het Nederlandse dorp Tzummarum, in de Friese gemeente Waadhoeke. De vlag werd in 2012 geregistreerd.

## Beschrijving
De beschrijving van de vlag is als volgt:
Drie vluchtschuinbanen, waarvan de eerste deellijn loopt van het midden van de vlaghoogte tot het midden van bovenkant van de vlag, en de tweede van de broekhoek naar de vluchttop, in de kleuren geel, blauw en rood; de blauwe baan belegd met een gele korenaar.

De kleuren zijn afkomstig van het dorpswapen.

## Symboliek

Schuin indeling: een zogenaamde Maartensdeling die verwijst naar Martinus van Tours, patroonheilige van de Sint-Martinuskerk van Tzummarum. Hij sneed zijn mantel in tweeën om dat stuk aan een bedelaar te geven.
- Rood veld: verwijst naar de mantel van Martinus van Tours.[1]
- Korenaar: verwijst naar het wapen van Barradeel, de gemeente waar het dorp eertijds tot behoorde.[1]